# Диаките, Умар
Умар Диаките (фр. Oumar Diakité; родился 20 декабря 2003) — ивуарийский футболист, нападающий французского клуба «Реймс» и сборной Кот-д’Ивуара.

## Клубная карьера
Воспитанник ивуарийского клуба «АСЕК Мимозас». В январе 2022 года перешёл в австрийский клуб «Ред Булл Зальцбург». Выступал за клуб «Лиферинг» на правах аренды.
В июне 2023 года перешёл во французский клуб «Реймс». 12 августа 2023 года дебютировал за «Реймс», выйдя в стартовом составе в матче французской Лиги 1 против «Марселя». 3 сентября 2023 года забил свой первый гол за «Реймс» в матче Лиги 1 против «Меца».

## Карьера в сборной
9 сентября 2023 года дебютировал за сборную Кот-д’Ивуара в матче против сборной Лесото.